# Academie van wetenschappen
Een academie van wetenschappen is een nationale academie of wetenschappelijk genootschap ter bevordering van de wetenschap. Een aantal landen heeft zo'n academie, waaronder Nederland (de Koninklijke Nederlandse Akademie van Wetenschappen).
De naam Academie ontstond toen Plato in 387 v.C. zijn beroemde school, de Akademeia oprichtte even buiten Athene. De naam 'Akademeia' houdt verband met Akademos, een Attische held uit de Trojaanse Oorlog, als met de naam van de eigenaar van de grond waarop de school werd opgericht.
Deze naam werd terug opgediept in de 15e eeuw in Italië, als geleerden van allerlei slag discussiegroepen vormden, voornamelijk rond filosofie, taal en wetenschap. Zij wilden onder meer de natuur op een experimentele manier benaderen, vrij van de overgeleverde en veelal foutieve ideeën. Dit gaf een nieuwe impuls aan de kennis en bracht de moderne wetenschap op gang.
Een van de oudste nog bestaande academiën is de Britse Royal Society, opgericht in 1660 door onder meer Christopher Wren, Robert Boyle en John Wilkins. De Franse Académie des sciences werd opgericht te Parijs in 1666. De eerste academies werden echter opgericht in Italië, zoals de Academia Secretorum Naturae (Napels, 1560), Accademia dei Lincei (Rome, 1603) en Accademia del Cimento (Florence, 1657). Deze werden echter al na relatief korte tijd weer ontbonden (resp. 1578, ~1630 en ~1667) .

## Academiën

### in België
- The Royal Academies for Science and the Arts of Belgium
- Koninklijke Vlaamse Academie van België voor Wetenschappen en Kunsten
- Académie royale des sciences, des lettres et des beaux-arts de Belgique
- Koninklijke Academie voor Nederlandse Taal en Letteren
- Académie royale de langue et de littérature françaises de Belgique
- Koninklijke Academie voor Geneeskunde van België
- Académie royale de médecine de Belgique
- Koninklijke Academie voor Overzeese Wetenschappen

### in Nederland
- Koninklijke Nederlandse Akademie van Wetenschappen
- Koninklijke Hollandsche Maatschappij der Wetenschappen

### Elders
- Académie des sciences (Frankrijk)
- Accademia dei Lincei (Italië)
- Azerbeidzjaanse Nationale Academie van Wetenschappen
- Braziliaanse Academie voor Wetenschappen
- Chinese Academie van Wetenschappen
- Deutsche Akademie der Wissenschaften Leopoldina (Duitsland)
- Hongaarse Academie van Wetenschappen
- Indian Academy of Sciences
- Kongelige Danske Videnskabernes Selskab (Denemarken)
- National Academy of Sciences (Verenigde Staten)
- National Academy of Engineering (Verenigde Staten)
- Nationale Academie van Wetenschappen van Oekraïne
- Poolse Academie van Wetenschappen
- Royal Society (Verenigd Koninkrijk)
- Royal Academy of Engineering (Verenigd Koninkrijk)
- Royal Society for the encouragement of Arts, Manufactures & Commerce (Verenigd Koninkrijk)
- Russische Academie van Wetenschappen
- Zweedse Academie van Wetenschappen